# 貓途鷹

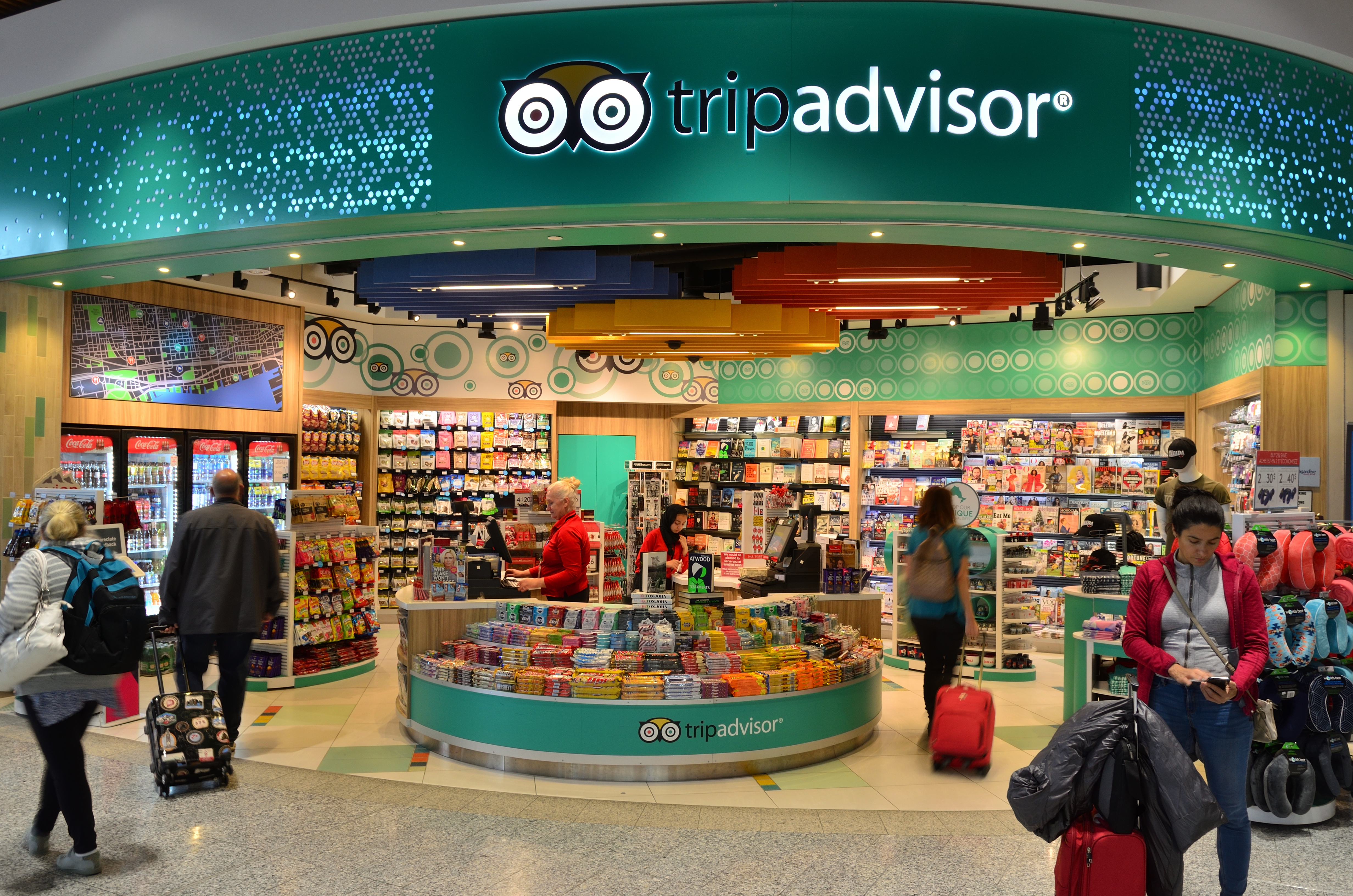
貓途鷹實體店

猫途鹰（英語：TripAdvisor）為國際旅遊評論網站，提供世界各地飯店、景點、餐廳等旅遊相關資訊，也包括互動性的旅遊論壇。

## 业务
目前，在全球45个国家设有分站，包括美国、英国、西班牙、印度、中国等地，覆盖28种语言。擁有超過60萬的會員以及超过1,650,000家旅館，530,000个景点，和2,700,000家餐厅的信息。因為任何人都可以在此評論，所以真實性（包括價格與服務內容，評論者是否真有入住過）也僅供參考。
貓途鷹是使用者生成內容網站的領航者之一：不向使用者收費，由用戶提供多數的網站內容，並利用廣告收入來維持營運。貓途鷹目前由TripAdvisor股份有限公司營運，旗下有24个旅游网站品牌。曾经属于Expedia (NASDAQ: EXPE)，于2011年12月拆分出来并单独上市 (NASDAQ: TRIP)。
2019年，Tripadvisor从Expedia Group，Booking Holdings及其子公司获得了其收入的33％，主要来自按点击付费广告。

## 争议
但猫途鹰近来也在全球各地屡屡掀起争议甚至收到惩罚。欧盟警告猫途鹰和另一家线上预定的网站缤客采取不正当行为以达到市场的领先主导地位。